# Изложба „Скулптура у слободном простору” (1968)
Изложба „Скулптура у слободном простору” се одржала у периоду од 20. јула до 1. октобра 1968. године у Пионирском парку.

## Излагачи
1. Градимир Алексић
2. Борис Анастасијевић
3. Милан Бесарабић
4. Крунослав Буљевић
5. Ана Виђен
6. Милија Глишић
7. Вида Јоцић
8. Мира Јуришић
9. Томислав Каузларић
10. Момчило Крковић